# 周廷励
周廷励（?—?）广东茂名人，清末民初政治人物。

## 生平
周廷励是清朝举人。宣统二年（1910年），巡道王良弼与富绅周廷励等开办的高州贫民习艺所开始开设织造科目。宣统二年（1910年），广东谘议局成立，他任议员。他还曾任资政院议员。
中华民国成立后，1912年3月他任高州安抚使。1912年6月，高州绥靖处成立，李济民任总办，周廷励任会办。